# Tårarnas äng
Tårarnas äng (originaltitel: Τριλογία 1: Το Λιβάδι που δακρύζει) är en grekisk dramafilm från 2004 i regi av Theo Angelopoulos.

## Handling
Efter första världskriget kommer en grupp flyktingar från Odessa till Thessaloniki, bland dem de två barnen Alexis och Eleni som växer upp tillsammans.

## Medverkande
- Alexandra Aidini – Eleni
- Giorgos Armenis – Nikos
- Vasilis Kolovos – Spyros
- Nikos Poursanidis – Alexis
- Eva Kotamanidou – Cassandra
- Toula Stathopoulou – Kvinna i kafét
- Thalia Argyriou – Danai
- Smaro Gaitanidou
- Mihalis Giannatos – Zisis
- Grigoris Evangelatos – Lärare
- Aliki Kamineli
- Amdromachi Chrisomelli
- Alex Moukanos
- Dimitris Kolovos
- Thodoros Teknetzidis